# Willy Grondin
Pour les articles homonymes, voir Grondin.
Willy Grondin est un ancien footballeur français né le 12 octobre 1974 à Saint-Denis à La Réunion, évoluant au poste de gardien de but. Il est actuellement l'entraîneur des gardiens de l'équipe première du Football Club de Nantes.

## Biographie
Formé au Football Club Nantes Atlantique, il y passe ensuite sept saisons en professionnel comme doublure de Mickaël Landreau. Il joue notamment en Ligue des champions le 19 mars 2002 lors de Bayern Munich - FC Nantes (défaite 2-1).
En manque de temps de jeu sous le maillot nantais (9 matchs de Ligue 1 en 5 saisons), il est prêté au Mans, au cours de la saison 2004-2005. Le titulaire du club manceau, « l'albatros » Yohann Pelé, se blesse à la mi-novembre et en 24 heures, Willy Grondin est donc prêté et apte à jouer de suite. À la suite du retour de blessure de Pelé, Willy Grondin ne réussit pas à impressionner son entraîneur, Frédéric Hantz. Ce dernier le fait souvent sortir en cours de match. À Châteauroux, l'entraîneur lui explique même directement qu'il a un physique trop petit. Grondin se livre alors aux médias le 28 avril 2005 (Le Foot Le Mans) et explique qu'il a du mal à encaisser les remarques de l'entraîneur. Il rappelle ainsi qu'il a joué face au Bayern de Munich en Ligue des champions avec Nantes, dans des conditions bien plus difficiles que la Ligue 2. À la fin de saison, il affiche tout de même un bilan positif en n'ayant encaissé aucun but sur coup de pied arrêté sur ses 15 matchs joués. À l'issue de cette saison, il arrive en fin de contrat avec le FCNA et les dirigeants nantais décident de le laisser partir.
Il rejoint alors le club de Valenciennes en Ligue 2. Au début, Grondin est acheté pour être titulaire en Ligue 2, mais David Klein prend sa place comme titulaire. Il jouera donc seulement deux matchs et contribue ainsi à la montée du club en Ligue 1. Lors des sept premiers matchs de la saison 2006-2007, Grondin remplace Nicolas Penneteau, le gardien titulaire, pour cause de blessure.
En juillet 2009, il rejoint au Paris SG, son ancien entraîneur Antoine Kombouaré, pour occuper le poste de troisième gardien derrière Grégory Coupet et Apoula Edel. À la suite de la blessure grave de Grégory Coupet le 28 novembre 2009, il devient deuxième gardien derrière Apoula Edel. À la suite de la blessure d'Edel, il glane une entrée au Parc des Princes lors d'un match de Coupe de France contre Evian-Thonon-Gaillard (victoire 3-1). En fin de saison 2009-2010, son contrat n'est pas renouvelé.
En 2011, Willy Grondin rejoint son club formateur, le FC Nantes, au poste d'entraineur des gardiens de but de l'équipe réserve, évoluant en CFA2. Puis, en septembre 2012, à la suite du départ de Fabrice Grange pour l'AS Saint-Étienne, il devient entraineur des gardiens du groupe professionnel. Il quitte ce poste à la suite du remplacement de Sergio Conceição par Claudio Ranieri lors de l'intersaison de 2017. Ce dernier arrive avec son propre staff dont Paolo Orlandoni qui le remplace au poste d'entraîneur des gardiens. Grondin devient alors entraîneur des gardiens pour le centre de formation nantais. Avec l'arrivée de Vahid Halilhodžić en septembre 2018, il retrouve son rôle en équipe première.
Il quitte le FC Nantes à la fin de l'année 2024.

## Statistiques
| Saison                | Club                  | Championnat           | Championnat | Championnat | Coupe nationale | Coupe nationale | Coupe de la Ligue | Coupe de la Ligue | Compétition(s) continentale(s) | Compétition(s) continentale(s) | Compétition(s) continentale(s) | Total | Total |
| Saison                | Club                  | Division              | M.          | B.          | M.              | B.              | M.                | B.                | Comp.                          | M.                             | B.                             | M.    | B.    |
| 1999-2000             | FC Nantes             | Division 1            | 1           | 0           | -               | -               | -                 | -                 | -                              | -                              | -                              | 1     | 0     |
| 2000-2001             | FC Nantes             | Division 1            | 1           | 0           | -               | -               | 1                 | 0                 | -                              | -                              | -                              | 2     | 0     |
| 2001-2002             | FC Nantes             | Division 1            | 1           | 0           | -               | -               | 1                 | 0                 | C1                             | 1                              | 0                              | 3     | 0     |
| 2002-2003             | FC Nantes             | Ligue 1               | 2           | 0           | 1               | 0               | -                 | -                 | -                              | -                              | -                              | 3     | 0     |
| 2003-2004             | FC Nantes             | Ligue 1               | 4           | 0           | -               | -               | 1                 | 0                 | CI                             | 2                              | 0                              | 7     | 0     |
| 2004-jan 2005         | FC Nantes             | Ligue 1               | 0           | 0           | -               | -               | -                 | -                 | CI                             | 3                              | 0                              | 3     | 0     |
| jan 2005-2005         | Le Mans UC            | Ligue 2               | 14          | 0           | 1               | 0               | -                 | -                 | -                              | -                              | -                              | 15    | 0     |
| 2005-2006             | Valenciennes FC       | Ligue 2               | 2           | 0           | 1               | 0               | 1                 | 0                 | -                              | -                              | -                              | 4     | 0     |
| 2006-2007             | Valenciennes FC       | Ligue 1               | 7           | 0           | -               | -               | 1                 | 0                 | -                              | -                              | -                              | 8     | 0     |
| 2007-2008             | Valenciennes FC       | Ligue 1               | 1           | 0           | -               | -               | -                 | -                 | -                              | -                              | -                              | 1     | 0     |
| 2008-2009             | Valenciennes FC       | Ligue 1               | 1           | 0           | -               | -               | 1                 | 0                 | -                              | -                              | -                              | 2     | 0     |
| 2009-2010             | Paris SG              | Ligue 1               | 0           | 0           | 1               | 0               | -                 | -                 | -                              | -                              | -                              | 1     | 0     |
| Total sur la carrière | Total sur la carrière | Total sur la carrière | 34          | 0           | 4               | 0               | 6                 | 0                 | -                              | 6                              | 0                              | 50    | 0     |

## Palmarès

### club
- Champion de France en 2001 avec le FC Nantes

- Vainqueur de la Coupe de France en 2000 avec le FC Nantes

- Champion de France de Ligue 2 en 2006 avec le Valenciennes FC

- Vainqueur de la Coupe de France en 2010 avec le Paris Saint-Germain